# Liopholis striata
Liopholis striata — вид сцинкоподібних ящірок родини сцинкових (Scincidae). Ендемік Австралії.

## Поширення і екологія
Liopholis slateri мешкають у внутрішніх районах на заході Австралії, на території Західної Австралії, на півдні Північної Території та на північному заході Південної Австралії. Вони живуть в пустелях, де трапляються на піщаних рівнинах та на ділянках між дюнами, порослих спінніфексом та сухими чагарниками.